# フロントライン (アニメ制作会社)
株式会社フロントライン（英: FRONTLINE Co., Ltd.）は、かつて存在した日本のアニメ制作会社。

## 概要・沿革
日本アニメーションの制作出身の横井孝がJ.C.STAFFの制作プロデューサーを経て1997年に「有限会社フロントライン」として設立したアニメ制作会社である。当初は他社からのグロス請けとゲーム2Dパート（MOVIE・静止画）制作などが中心だった。
また2001年頃より18禁OVAの制作も行ったが、それが後に内部分裂を招き、2003年度を最後に当時存在した第2スタジオと共に撤退している。
また同時期に海外制作部を設け、設立時から協力関係にあった台湾人の謝金塗の会社「無錫年代動画制作有限公司」と動画・仕上の分野で提携し、電送など日本国内での運営部分のみを当社が行っている。この場合も当社と一緒にクレジットされる場合が多い。
以降、2006年にはベトナムに関連会社である「FRONTLINE VIETNAM CORPORATION」を設立するが、現地ハノイでの水害と停電が止まない上、安定した高速回線の確保も困難で2008年に実質上撤退した。
2007年には株式会社に改組し、同年放送の『PRISM ARK』が最初の元請制作となったが、以降は元請制作を行わずグロス請けやゲーム2Dパートの制作、国内各社からの動仕協力を主として活動していた。
2010年7月末日をもって「無錫年代動画制作有限公司」との動仕協力等は一切休止。同年8月以降は携帯用コンテンツ、2Dゲーム制作協力を中心に活動。但し、テレビアニメの動仕協力は国内に限って受注を行っている。10月以降は新事務所への移転が決定している為、三鷹駅前の本社屋は2011年1月末をもっての完全閉鎖が決定されている。以降はテレビアニメ制作業務一切からの完全撤退を予定している。
2011年3月10日に東京地裁立川支部より破産手続き開始決定を受け、倒産した。負債総額は約1億7770万円（債権者約14名）。

## 主な作品

### テレビアニメ
- PRISM ARK（2007年）

### OVA
- 電脳戦隊ヴギィ'ズ★エンジェル（1998年）
- エンジェルブレイド（18禁、2001年-2003年）
- 詩乃先生の誘惑授業（18禁、2004年）

### 制作協力
テレビアニメ
- 今、そこにいる僕 （制作元請：AIC、各話制作協力、1999年）
- 藍より青し〜縁〜 （制作元請：J.C.STAFF、各話制作協力、2003年）
- スクラップド・プリンセス （制作元請：ボンズ、各話制作協力、2003年）
- 神魂合体ゴーダンナー!!シリーズ
  - 神魂合体ゴーダンナー!! （制作元請：オー・エル・エム、AIC、各話制作協力、2003年）
  - 神魂合体ゴーダンナー!! SECOND SEASON （制作元請：オー・エル・エム、AIC A.S.T.A、各話制作協力、2004年）
- 超重神グラヴィオンZwei （制作元請：ゴンゾ、制作協力、2004年）
- 超ぽじてぃぶ! ファイターズ（制作元請：トランス・アーツ、各話作画担当、2004年-2006年）
- 鋼の錬金術師 （制作元請：ボンズ、各話制作協力、2004年）
- 焼きたて!!ジャぱん （制作元請：サンライズ、各話制作協力、2004年-2006年）
- GIRLSブラボーシリーズ
  - GIRLSブラボー first season （制作元請：AICスピリッツ、各話制作協力、2004年）
  - GIRLSブラボー second season （制作元請：AICスピリッツ、各話制作協力、2005年）
- Wind -a breath of heart- （制作元請：ラディクス、各話制作協力、2004年）
- 機動新撰組 萌えよ剣 TV （制作元請：トライネットエンタテインメント・ピクチャーマジック、各話制作協力、2005年）
- あかほり外道アワーらぶげ （制作元請：ラディクス、各話制作協力、2005年）
- BLOOD+ （制作元請：Production I.G、各話制作協力、2005年-2006年）
- 涼風 （制作元請：スタジオコメット、各話制作協力、2005年）
- ドラえもん （制作元請：シンエイ動画、各話制作協力、水田ドラ：2005年-）
- 甲虫王者ムシキング 森の民の伝説 （制作元請：トムス・エンタテインメント、各話制作協力、2005年-2006年）
- ラムネ （制作元請：トライネットエンタテインメント・ピクチャーマジック、各話制作協力、2005年）
- NANA （制作元請：マッドハウス、各話制作協力、2006-2007年）
- N・H・Kにようこそ! （制作元請：ゴンゾ、各話制作協力、2006年）
- DEATH NOTE （制作元請：マッドハウス、各話制作協力、2006-2007年）
- BLACK LAGOON The Second Barrage （制作元請：マッドハウス、各話制作協力、2006年）
- 武装錬金 （制作元請：XEBEC、各話制作協力、2006年）
- 金色のコルダ〜primo passo〜 （制作元請：ゆめ太カンパニー、各話制作協力、2006-2007年）
- 天元突破グレンラガン （制作元請：ガイナックス、各話制作協力、2007年）
- ひとひら （制作元請：XEBEC M2、各話制作協力、2007年）
- Devil May Cry （制作元請：マッドハウス、各話制作協力、2007年）
- ご愁傷さま二ノ宮くん （制作元請：AICスピリッツ、各話制作協力、2007年）
- VIPER'S CREED （制作元請：デジタル・フロンティア・AICスピリッツ、各話制作協力、2009年）

OVA
- KIZUNA -絆- 恋のから騒ぎ （制作元請：ゼクシズ、制作協力、2001年）
- いつだってMyサンタ! （制作元請：ティー・エヌ・ケー、2話制作協力、2005年）
- 蜜×蜜ドロップス （制作元請：ラディクス、制作協力、2006年）
- _summer （制作元請：陸演隊、1・2話制作協力、2006年-2007年）